# Нефёдов, Александр Николаевич
Александр Николаевич Нефёдов (28 ноября 1966, Запорожье) — советский и украинский футболист, игравший на позиции защитника. Играл в высших дивизионах Украины и России. Мастер спорта СССР (1986).

## Биография
Воспитанник запорожского футбола. С 1982 года привлекался к матчам дублирующего состава «Металлурга», а в 1984 году дебютировал в основной команде в матчах советской первой лиги.
В 1985 году перешёл в киевское «Динамо», в котором в течение двух лет выступал за дубль. Осенью 1986 года сыграл два матча за основной состав в Кубке Федерации футбола СССР. Победитель Спартакиады народов СССР 1986 в составе сборной Украинской ССР.
В 1987 году вернулся в Запорожье и за следующие четыре года сыграл более 100 матчей за «Металлург» в первой лиге. По итогам сезона 1990 команда получила право играть в высшей лиге, однако Нефёдов в межсезонье покинул команду и в следующем сезоне выступал во второй низшей лиге за «Кривбасс».
После образования независимого чемпионата Украины присоединился к другой запорожской команде — «Торпедо». Дебютный матч в высшей лиге сыграл 7 марта 1992 года против «Таврии». За три сезона сыграл 75 матчей в составе «Торпедо» в высшей лиге.
Летом 1994 года перешёл в винницкую «Ниву», но не смог стать игроком основы, сыграв всего три матча в чемпионате Украины и три игры в Кубке страны, кроме того выступал за винницкую любительскую команду «Химик».
Весной 1995 года перешёл в екатеринбургский «Уралмаш». В высшей лиге России сыграл единственный матч 13 мая 1995 года против московского «Динамо», в котором вышел в стартовом составе и был заменён в перерыве.
Вернувшись на Украину, осенью 1995 года выступал за «Кривбасс», а во время зимнего перерыва перешёл в свой прежний клуб — запорожское «Торпедо». В его составе 25 октября 1996 года забил свой единственный гол на высшем уровне, в матче чемпионата Украины в ворота одесского «Черноморца». Завершал карьеру в любительском клубе «Далис» (Камышеваха), в его составе стал финалистом чемпионата и Кубка Украины среди любителей.
Всего в высшей лиге Украины сыграл 119 матчей и забил 1 гол.